# Piste de bobsleigh, luge et skeleton de Winterberg

Carte de cours.

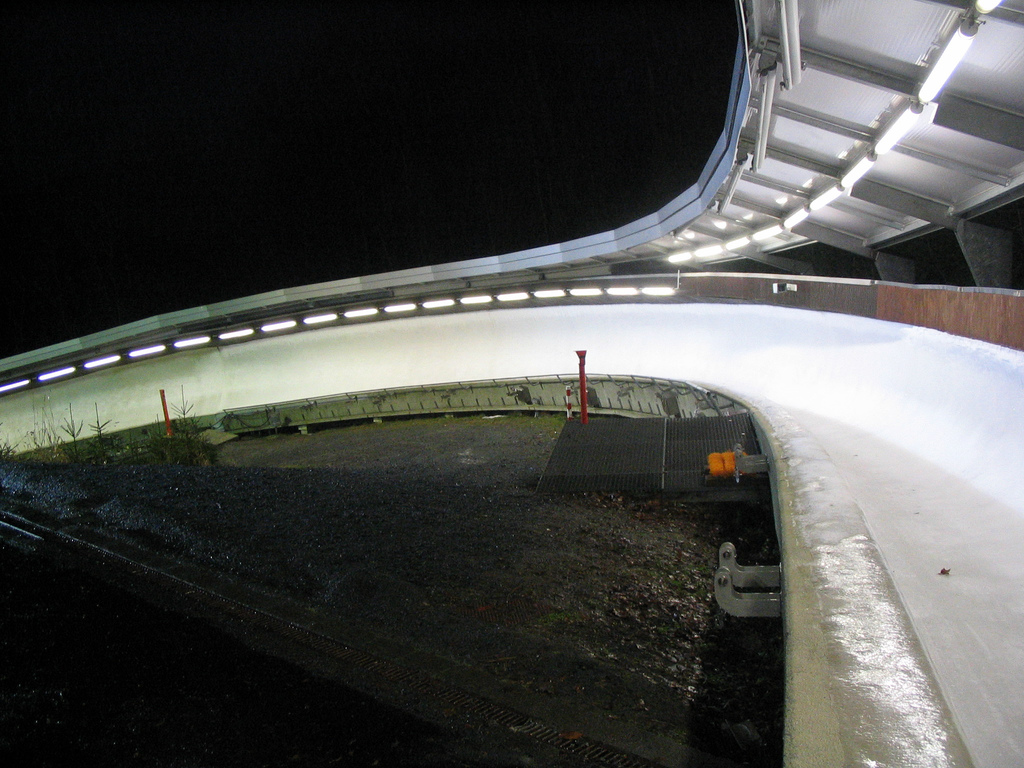
Virage numéro 7 appelé "Veltins Kriesel" de la piste de Winterberg.

La Piste de Winterberg est une piste de bobsleigh, luge et skeleton située à Winterberg (Allemagne). Il s'agit de la seule piste au monde à être dirigée par un consortium d'entreprises en guise de sponsor, avec à sa tête le brasseur allemand Veltins.

## Histoire
En 1910, la piste de bobsleigh à glace naturelle « Auf der Kappe » est construite sur place. Une nouvelle piste artificielle de bobsleigh, de luge et de skeleton est inaugurée le 10 décembre 1977.
Construite en 1977, la maison de départ a été modifiée entre-temps pour la luge féminine, ainsi que celle des hommes en 2006. Ceci a été fait avec l'autorisation de la FIBT et de la Fédération internationale de luge de course. Par la même occasion, la zone de stockage des engins est aujourd'hui complètement recouverte, de nouveaux vestiaires ont fait leurs apparitions ceci dans le but que les équipes puissent préparer au mieux la compétition. La piste a accueilli les premiers championnats du monde de bobsleigh féminin en 2000.
En 2015, la piste est renommée VELTINS EisArena Winterberg.

## Statistiques
| Sport                 | Distance de la piste | Nombre de virages |
| --------------------- | -------------------- | ----------------- |
| Bobsleigh et skeleton | 1330                 | 14                |
| Luge - hommes         | 1324                 | 14                |
| Luge - femmes         | 1293                 | 14                |
| Luge - hommes double  | 945                  | 11                |

Entre l'aire de départ et l'aire d'arrivée, la différence d'altitude est de 110 mètres.
| Numéros des virages | Nom du virage   | Raisons                                                                                             |
| ------------------- | --------------- | --------------------------------------------------------------------------------------------------- |
| 1., 2. et 3.        | Omega Kurve     | |
| 7.                  | Veltins Kriesel | Veltins étant le nom du sponsor principal. Kriesel est une courbe comprise entre 270 et 320 degrés. |
| 11., 12 et 13.      | Labyrinth       | Trois virages successifs sans ligne droite                                                          |

## Grands évènements accueillis
Les grands évènements sportifs accueillis par la piste sont :
- Championnats du monde de la FIBT : 1995 (bobsleigh), 2000 (bobsleigh féminin), 2003, 2015 et 2024[2]
- Championnats du monde de la luge : 1989 et 1991.
- Championnats d'Europe de la luge : 1982, 1992, 2000 et 2006.